# Six Feet Down Under Part II
Six Feet Down Under Part II és un EP en directe d'edició limitada realitzat per la banda estatunidenca Metallica. És la segona part de l'anterior EP Six Feet Down Under però fou publicat únicament a Austràlia i Nova Zelanda el 12 de novembre de 2010 per Universal Music Group. Les vuit cançons que formen aquest treball van ser enregistrades en els concerts que va realitzar la banda en ambdós països en l'inici de la gira internacional.

## Llista de cançons
| Núm.          | Títol                       | Enregistrament                                                               | Durada |
| ------------- | --------------------------- | ---------------------------------------------------------------------------- | ------ |
| 1.            | «Blackened»                 | 16 d'octubre de 2010 al Brisbane Entertainment Center de Brisbane, Austràlia | 6:27   |
| 2.            | «Ride the Lightning»        | 14 d'octubre de 2010 al Vector Arena d'Auckland, Nova Zelanda                | 7:10   |
| 3.            | «The Four Horsemen»         | 18 de setembre de 2010 a l'Acer Arena de Sydney, Austràlia                   | 5:20   |
| 4.            | «Welcome Home (Sanitarium)» | 15 de setembre de 2010 al Rod Laver Arena de Melbourne, Austràlia            | 6:23   |
| 5.            | «Master of Puppets»         | 16 d'octubre de 2010 al Brisbane Entertainment Center de Brisbane, Austràlia | 8:24   |
| 6.            | «...And Justice for All»    | 18 d'octubre de 2010 al Brisbane Entertainment Center de Brisbane, Austràlia | 9:08   |
| 7.            | «Fade to Black»             | 18 de setembre de 2010 a l'Acer Arena de Sydney, Austràlia                   | 7:33   |
| 8.            | «Damage, Inc.»              | 22 de setembre de 2010 al CBS Canterbury Arena de Christchurch, Nova Zelanda | 5:25   |
| Durada total: | Durada total:               | Durada total:                                                                | 55:44  |

## Crèdits
- James Hetfield – cantant, guitarra rítmica
- Kirk Hammett – guitarra principal
- Robert Trujillo – baix
- Lars Ulrich – bateria